# ۲۱۹ (عدد)
۲۱۹ یک عدد طبیعی است که بعد از ۲۱۸ و قبل از ۲۲۰ قرار دارد.